# Josep Gonzalvo
Josep Gonzalvo i Falcon, connu aussi sous le nom de Pepe Gonzalvo ou encore Gonzalvo II (né le 16 janvier 1920 à Mollet del Vallès en Catalogne et décédé le 31 mai 1978 à Barcelone à la suite d'une opération ratée) est un joueur et entraîneur de football espagnol.
Deux de ses frères sont également footballeurs, Julio Gonzalvo (Gonzalvo I) qui a joué à l'Espanyol et au Barça, et Mariano Gonzalvo (Gonzalvo III) qui a également joué au Barça.

## Biographie

### Carrière en club
Gonzalvo commence dans l'équipe de Segunda División du Club Atlético de Ceuta, alors qu'il entreprend son service militaire. Il rejoint ensuite le CE Sabadell, où il joue avec son frère Julio. Il fait ses débuts en Liga avec Sabadell le 26 septembre 1943 lors d'une défaite 5-2 contre le Séville FC. 
Après une saison, il signe au FC Barcelone. Durant ses six saisons au club, il joue 198 matchs et inscrit 5 buts toutes compétitions confondues. Ensemble, avec une équipe comprenant entre autres Antoni Ramallets, Velasco, Josep Escolà, Joan Segarra, Estanislao Basora, César, László Kubala et son frère cadet Marià, il aide le Barça à remporter trois fois la Liga. Il termine sa carrière en jouant deux saisons avec le Real Saragosse.
Au total, Gonzalvo joue 196 matchs en première division et 8 matchs en deuxième division, inscrivant 3 buts dans les divisions professionnelles espagnoles.

### Carrière internationale
Entre 1948 et 1950, Gonzalvo joue à huit reprises en faveur de l'Espagne. 
F
Il fait ses débuts en sélection lors d'une victoire 2-1 contre l'Irlande le 5 mai 1948. 
Avec Marià son frère, il représente l'Espagne lors de la Coupe du monde 1950 organisée au Brésil. Lors du mondial, il joue 5 matchs : contre les États-Unis, le Chili, l'Angleterre, l'Uruguay, et enfin contre le pays organisateur.
Entre 1942 et 1950, Gonzalvo joue cinq fois avec le XI catalan. Son premier match est une défaite 6-2 contre le Barça le 5 juillet 1942 aux Corts.

### Entraîneur du FC Barcelone
En janvier 1963, Gonzalvo succède à son ami László Kubala en tant qu'entraîneur du FC Barcelone, mais seulement pour 15 matchs en Liga. Durant cette brève interlude d'entraîneur, il est tout de même le guide d'une équipe comprenant Joan Segarra, Jesús Garay, Jesús María Pereda, Sándor Kocsis et Ferran Olivella qui remporte la Copa del Generalísimo, en battant en finale le Real Saragosse 3-1.

## Palmarès

### Joueur
- Championnat d'Espagne : 3
  - 1945, 1948, 1949

- Coupe Latine : 1
  - 1949

- Copa de Oro Argentina/Copa Eva Duarte : 2
  - 1945, 1949

### Entraîneur
- Copa del Generalísimo : 1
  - 1963